# Référendum de 2020 sur la légalisation du cannabis en Arizona
Un référendum sur la légalisation du cannabis a lieu le 3 novembre 2020 en Arizona. La population est amenée à se prononcer sur une proposition de loi d'initiative populaire, dite Proposition 207, visant à légaliser la possession et l'utilisation du cannabis à fins récréatives pour toutes les personnes âgées d'au moins 21 ans, a taxer les ventes de cannabis, et à exiger du Département de la santé de l’État qu'il mette en place une réglementation encadrant la vente du cannabis.
La proposition est approuvée à une large majorité. Les ventes débutent le 22 janvier 2021.

## Résultats
| Choix                     | Votes     | %     |
| ------------------------- | --------- | ----- |
| Pour                      | 1 956 440 | 60,03 |
| Contre                    | 1 302 458 | 39,97 |
|                           |           |       |
| Votes valides             | 3 258 898 | 95,27 |
| Votes blancs et invalides | 161 667   | 4,73  |
| Total                     | 3 420 565 | 100   |
| Abstention                | 860 587   | 20,10 |
| Inscrits/Participation    | 4 281 152 | 79,90 |

| Pour 1 956 440 (60,03 %) |  |  | Contre 1 302 458 (39,97 %) |
| ▲                        |  |  |                            |
| Majorité absolue         |  |  |                            |